# Réserve naturelle domaniale de Marie Mouchon
 (décembre 2010).
Si vous disposez d'ouvrages ou d'articles de référence ou si vous connaissez des sites web de qualité traitant du thème abordé ici, merci de compléter l'article en donnant les références utiles à sa vérifiabilité et en les liant à la section « Notes et références ».
La réserve naturelle domaniale de Marie Mouchon est une réserve naturelle située près de la ville de Ciney en Belgique.

## Présentation générale
Site exceptionnel, situé aux alentours du village de Chapois, commune de Ciney. Constituée d’un ensemble d’anciennes prairies de fauches, de bas-marais et de massifs arbustifs, la réserve naturelle domaniale de Marie Mouchon est un endroit unique, recelant une faune et une flore d’une grande biodiversité.
Propriété de la commune de Ciney, proposée à la Communauté européenne comme site Natura 2000, il vient d'obtenir le statut de Réserve Naturelle Domaniale par arrêté ministériel en mai 2007. Il s'agit du plus haut statut de protection juridique pour un site naturel en région wallonne.
La gestion en est actuellement confiée à la Division de la Nature et des Forêts au sein du ministère de la Région wallonne.
Le conservateur est l'ingénieur des eaux et Forêts responsable du cantonnement de Rochefort, J-S SIEUX.
Le site est uniquement accessible lors des visites guidées (gratuites) organisées à la demande pour des petits groupes ou des écoles.

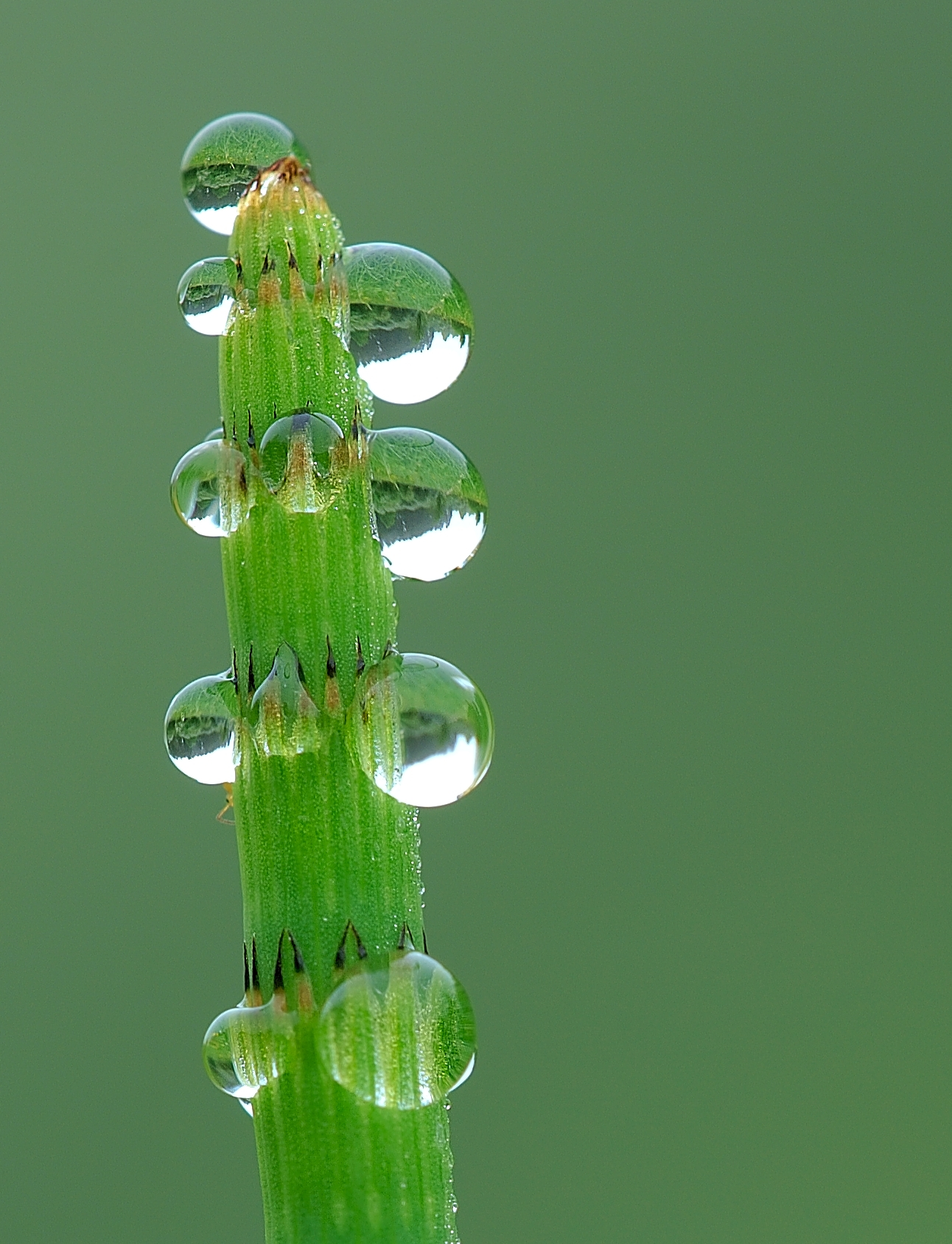
Equisetum fluviatile et le paysage de Marie Mouchon dans la rosée

## Description physique
Située à la frontière de deux régions naturelles, le condroz et la famenne, la RND de Marie Mouchon présente un relief accidenté, souligné par un réseau hydrographique dense. L'altitude est comprise entre 260 m et 290 m.
Le sous-sol appartient à l'étage famennien avec la formation d'Esneux (grès à intercalations silteuses).
Quatre sources situées dans ou à proximité immédiate de la réserve, se rejoignent pour donner naissance au ruisseau du « Fond des Buses ». Après avoir traversé le site sur quelques centaines de mètres, celui-ci se jette dans le ruisseau des Cresses dont le lit majeur constitue la partie basse de Marie Mouchon. Rejoint par le ruisseau du Molignia au niveau du Domaine Provincial de Chevetogne, le ruisseau des Cresses devient l'Iwène, avant de se déverser quelques km plus loin, dans la Lesse, à proximité de Gendron.

## Historique
Jadis constitué d'une série d'essarts communaux, la réserve actuelle était morcelée, cultivée par endroits, pâturée ou fauchée en d'autres, principalement dans les fonds. Les années sèches, roussissant l'herbage au niveau des prairies supérieures, au drainage excessif, autorisaient par contre l'accès aux zones prairiales bordant les ruisseaux, toujours bien alimentée en eau. À l'inverse, les années pluvieuses, ces zones trop humides étaient délaissées. Ainsi peut-on comprendre toute l'importance que revêtait la prairie de fauche humide dans l'économie agraire locale. Après la Seconde Guerre mondiale, l'agriculture se mécanise, Marie Mouchon est alors progressivement abandonnée; les versants trop pentus et les fonds trop mouillés ne permettent pas l'accès au tracteur. Cette période correspond à la grande époque de la chasse au petit gibier. Les buissons se développant favorisent la prolifération du lapin, des milliers de faisans sont relâchés ; Marie Mouchon devient le paradis des chasseurs locaux ! Seul l'entretien de quelques layons de chasse évitent le reboisement intégral du site. C'est dans ceux-ci que subsisteront les populations relictuelles des anciennes prairies de fauches non amendées découvertes dans les années 1980 par de jeunes naturalistes de l'association « Jeunes et Nature ». À cette époque, une autre menace pèse sur le site : le reboisement par plantations artificielles de résineux ! Un devis est présenté par le service forestier, heureusement non concrétisé par le propriétaire, la commune de Ciney. En 1997, la division de la nature et des forêts, alors chargée de la gestion du site, prend connaissance de la haute valeur biologique des lieux. Les choses s'accélèrent alors rapidement. Une convention est signée entre le propriétaire et la région wallonne en vue de porter création d'une réserve naturelle domaniale à Marie Mouchon. Sept longues années seront nécessaires pour obtenir ce statut de protection important, le principal obstacle étant constitué par l'interdiction de chasse au sein d'une réserve naturelle domaniale. Entretemps, l'endroit est associé au bassin de l'Iwène pour être proposé comme site Natura 2000 à la communauté européenne, les moyens financiers et humains permettent rapidement de restaurer et de sauver définitivement ce patrimoine biologique de la région cinacienne.

## Milieux biologiques
La partie présentant la plus grande valeur biologique est constituée de prairies de fauches humides non amendées, ponctuées de zones de bas-marais. Ce type de milieu, mieux conservé en Ardennes, s'est considérablement raréfié dans la région condruzienne.
Les espèces les plus représentatives sont Dactylorhiza majalis; Valériane dioïque; Viola palustris; Carex nigra et surtout la très rare Scorzonera humilis!
Une saulaie marécageuse borde le ruisseau des Cresses dans la partie basse de la réserve. Ce type de milieu particulier abrite notamment des populations intéressantes de bryophytes; trois espèces peu banales y sont abondamment représentées.
Une zone importante de buissons couvre les versants plus secs ; il s'agit d'une fruticée composée principalement d'aubépines, de prunelliers et de sureaux noirs. La futicée constitue un élément important pour l'accueil d'une avifaune riche et diversifiée. C'est ainsi qu'offrant à la fois gîte et couverts, Marie Mouchon peut s'enorgueillir d'abriter les quatre espèces de fauvettes nicheuses en Belgique, à savoir la fauvette des jardins, la babillarde, la tête noire et la grisette. À l'automne, lors de la fructification abondante des buissons, ce sont des milliers d'oiseaux frugivores qui déferlent sur le site et qui y resteront, pour certains, une bonne partie de la mauvaise saison. Sur les hauteurs, une prairie de fauche mésophile, cultivée il y a quelques années, recèle plusieurs espèces intéressantes telles Orobanche minor; Viola tricolor et Myosotis discolor. Deux zones colonisées par le peuplier tremble complètent la liste diversifiée des biotopes rencontrés dans la réserve domaniale de Marie Mouchon.

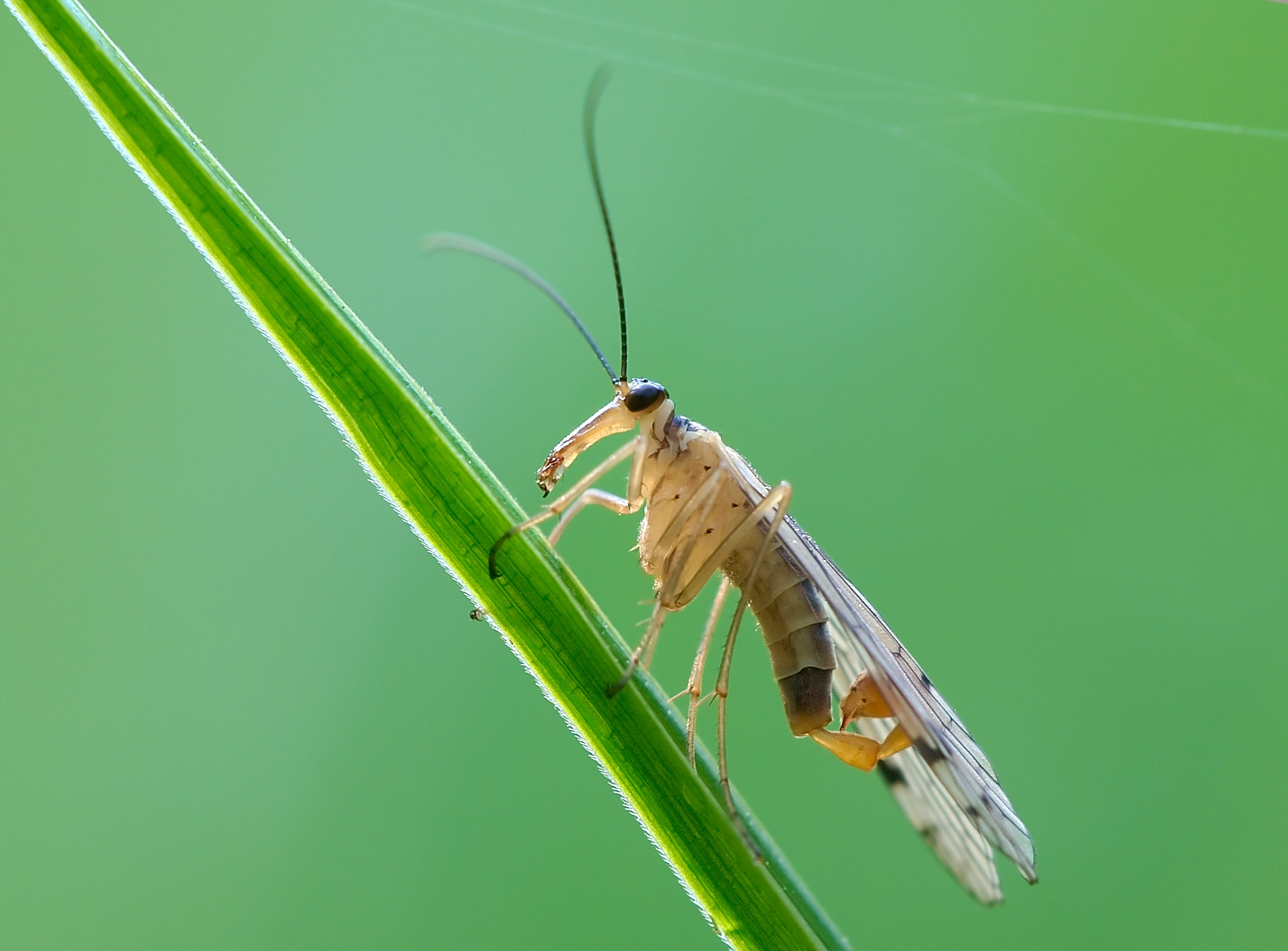
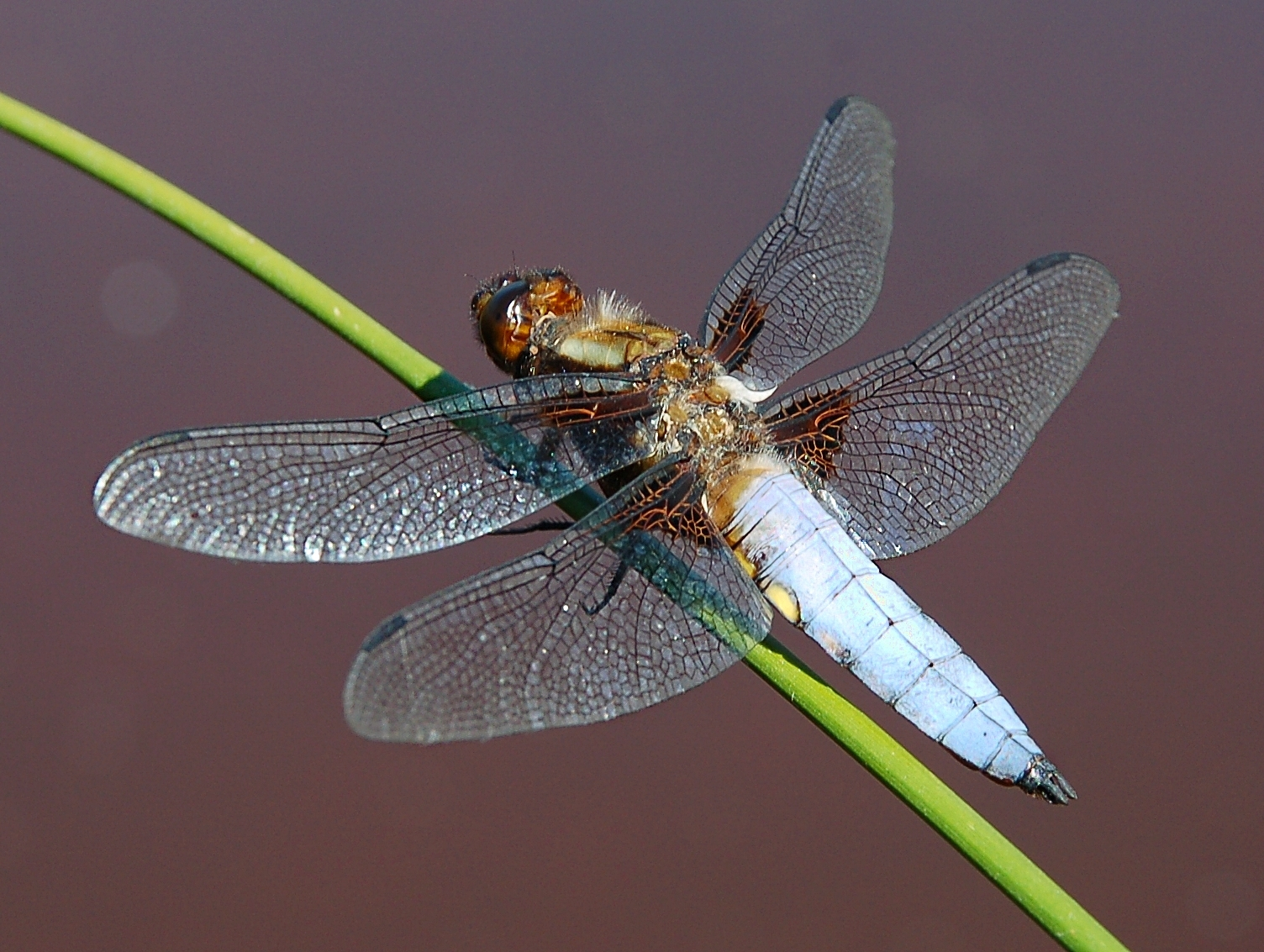
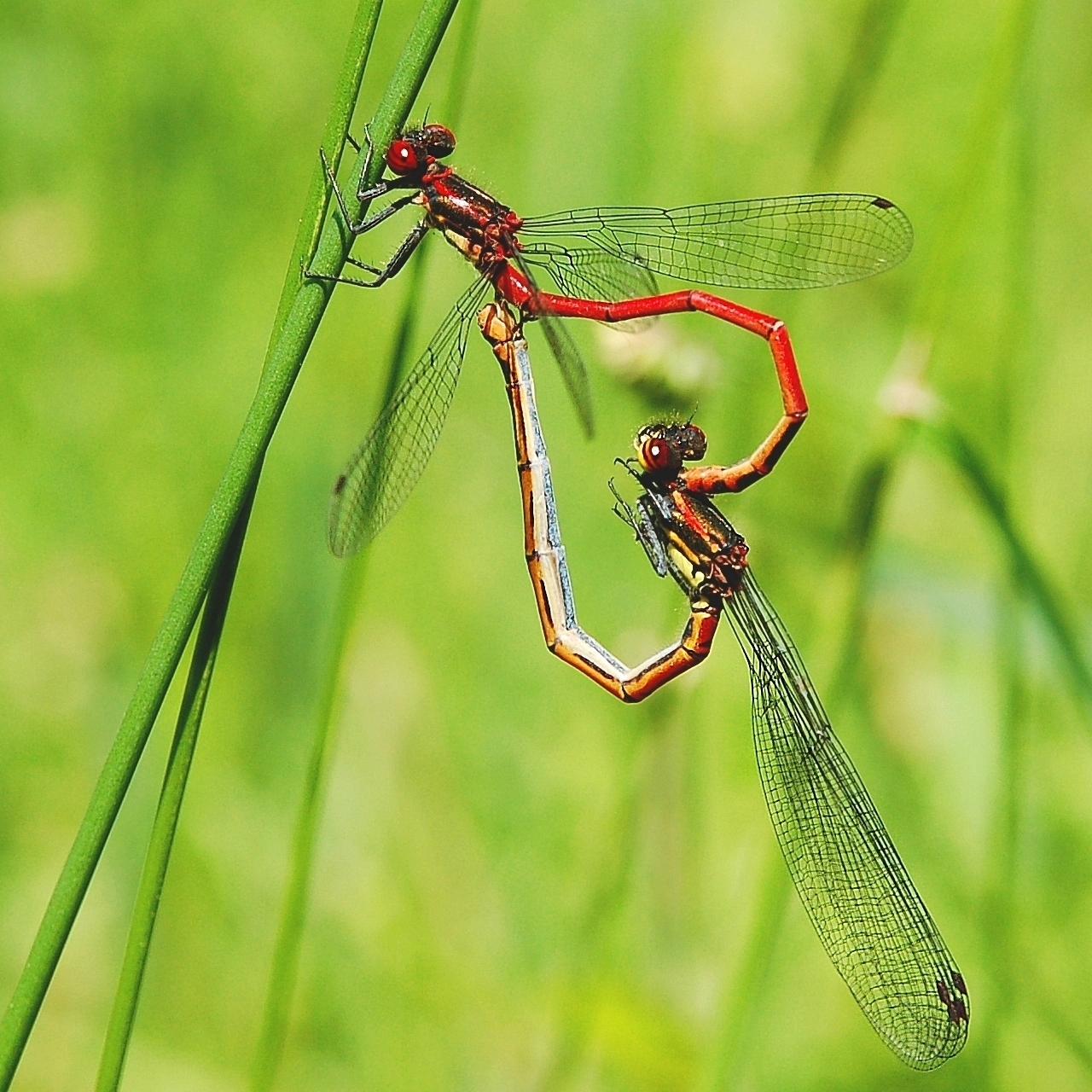
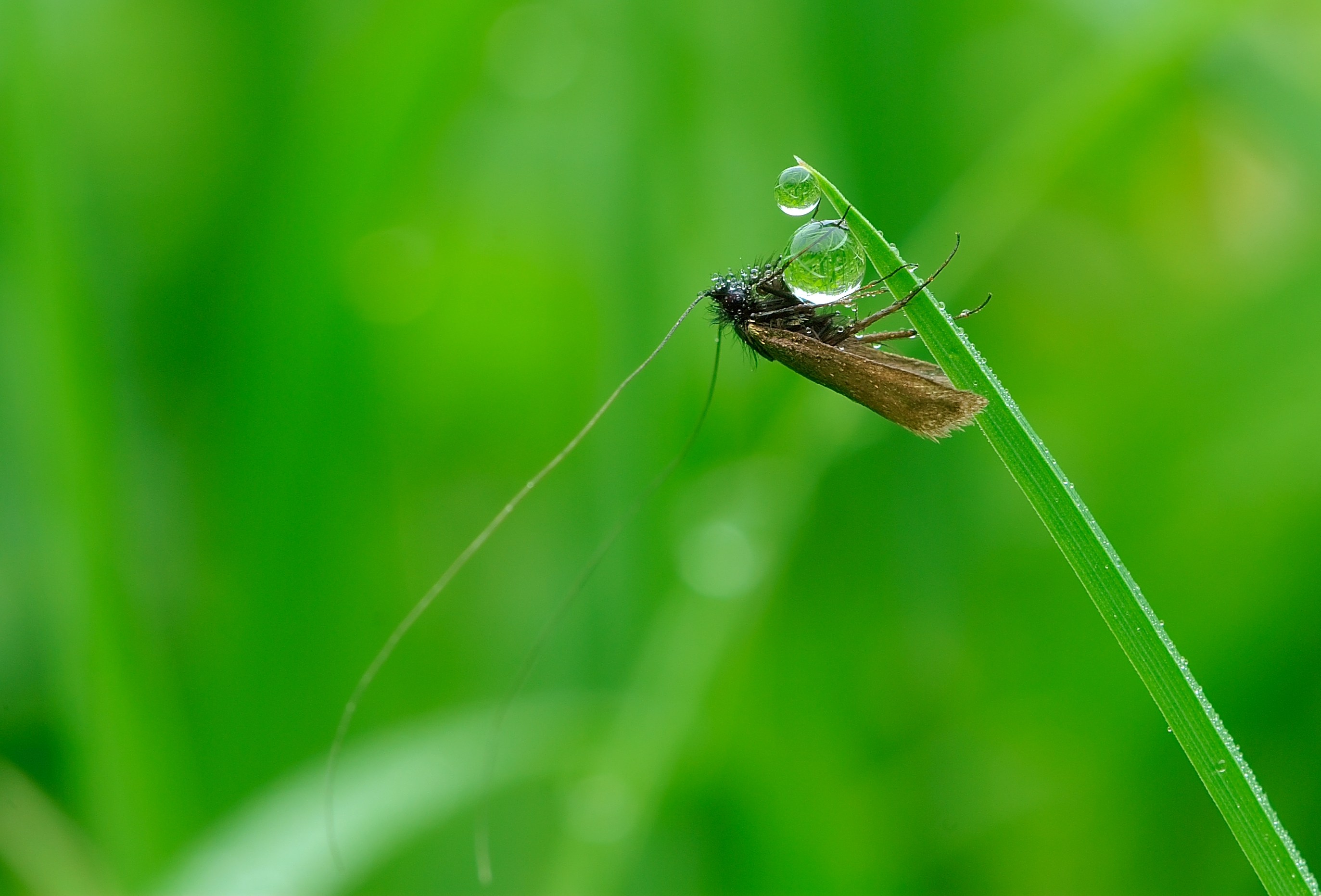

## Aide à la gestion
[style à revoir]
Différents groupes aident à la gestion de la réserve. Parmi ceux-ci, le Gaty, centre de jour pour personnes déficientes mentales, œuvre au maintien et au développement du milieu. Durant plusieurs années, nous avons dégagé différentes zones de prairies humides pour diminuer la vigueur des plantes les plus envahissantes (ex : reine-des-prés) de façon à favoriser des plantes plus rares et plus fragiles. Il fallait faucher, laisser sécher le foin ainsi obtenu, puis l'éliminer au moyen de bâches plastiques. Depuis 2005, nous sommes en grande partie remplacés par des vaches highlands. Actuellement, le troupeau est composé de trois vaches, d'un bœuf et d'un taureau. Ils assurent le pâturage de l'ensemble du site, hormis les zones d'exclos, refuges pour les insectes, et un pré mésophile faisant l'objet d'une convention avec un agriculteur local.
Durant l'hiver, nous coupons des buissons entourant les prairies pour regagner de la surface herbacée. Des arbres plus gros sont cerclés afin d'attirer des insectes xylophages, des oiseaux, etc.
Nous avons aussi réalisé un couloir de 10 mètres de large dans une partie boisée pour favoriser le passage des papillons et autres insectes entre deux prairies. L'école technique provinciale d'agriculture de Ciney, Saint-Quentin, s'associe également à la gestion de ce patrimoine naturel lors de journées de travaux pratiques organisées pour les sections environnement.

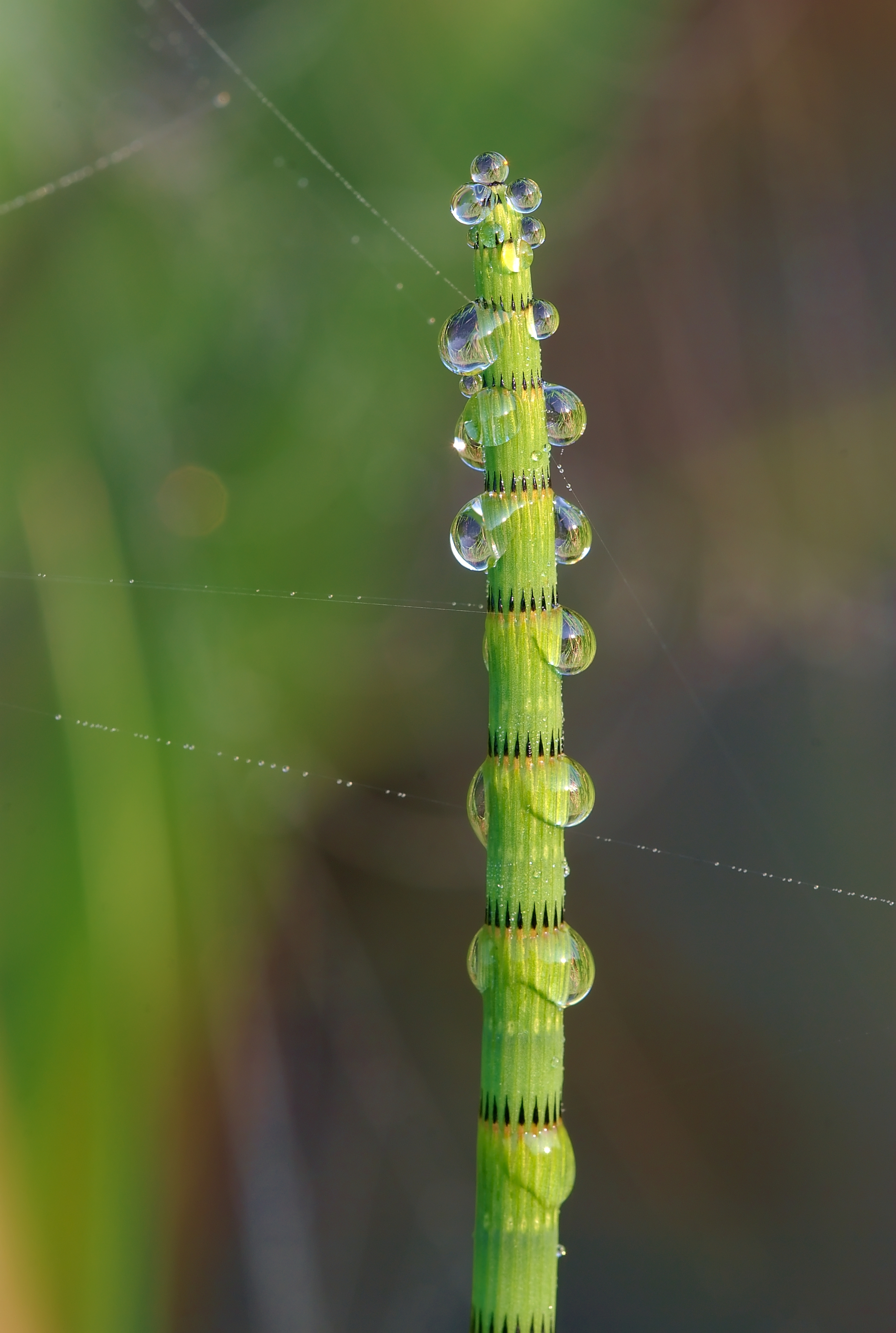
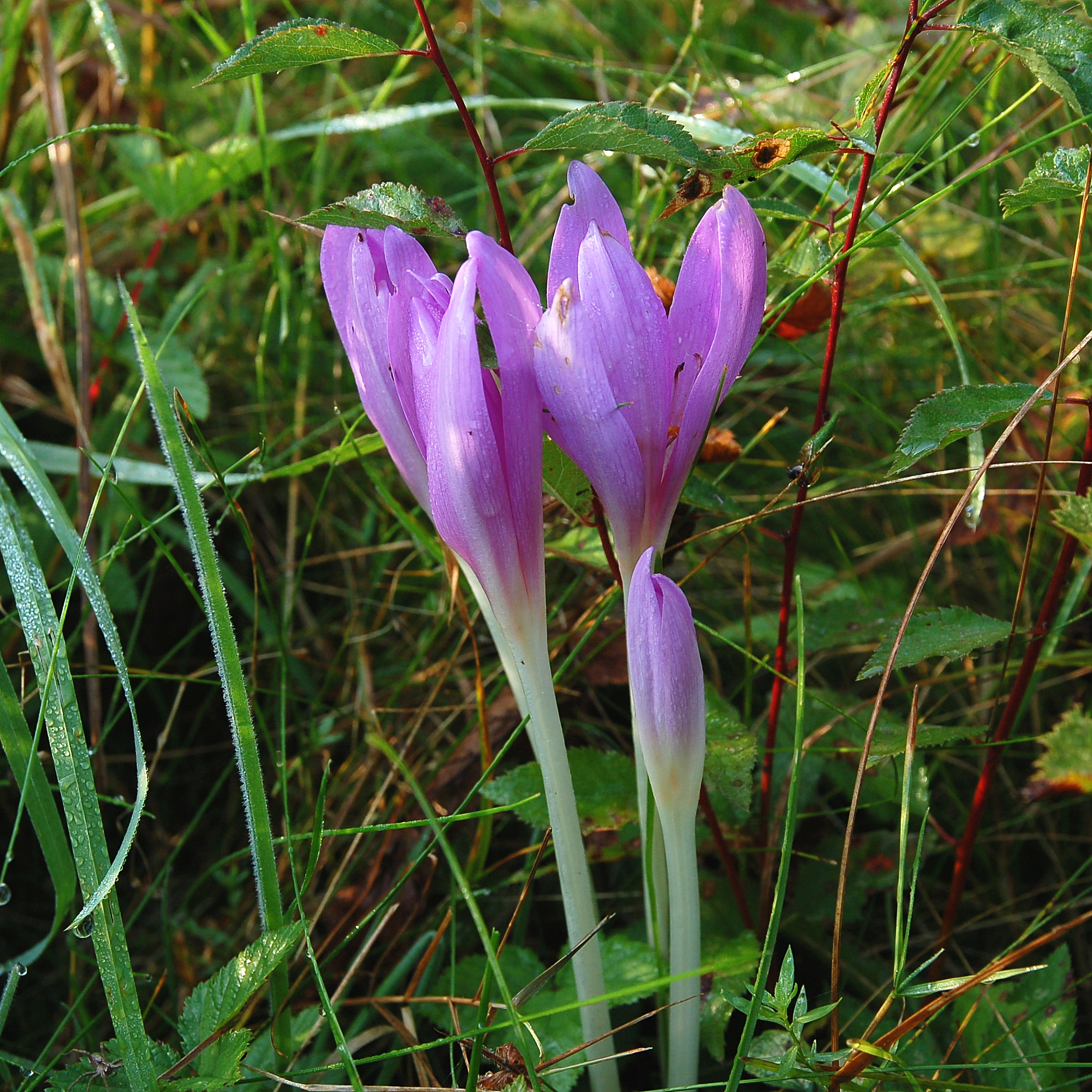
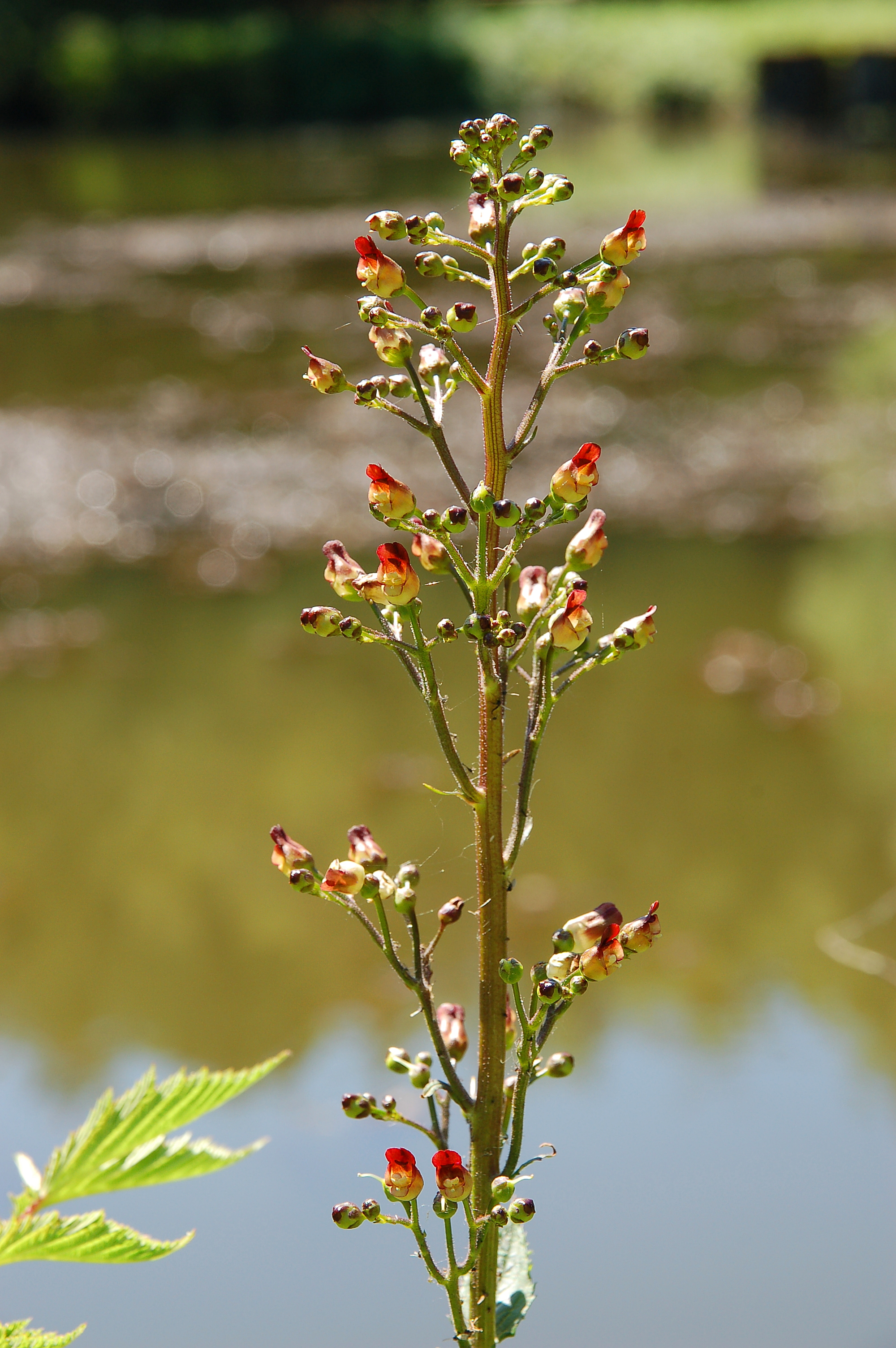
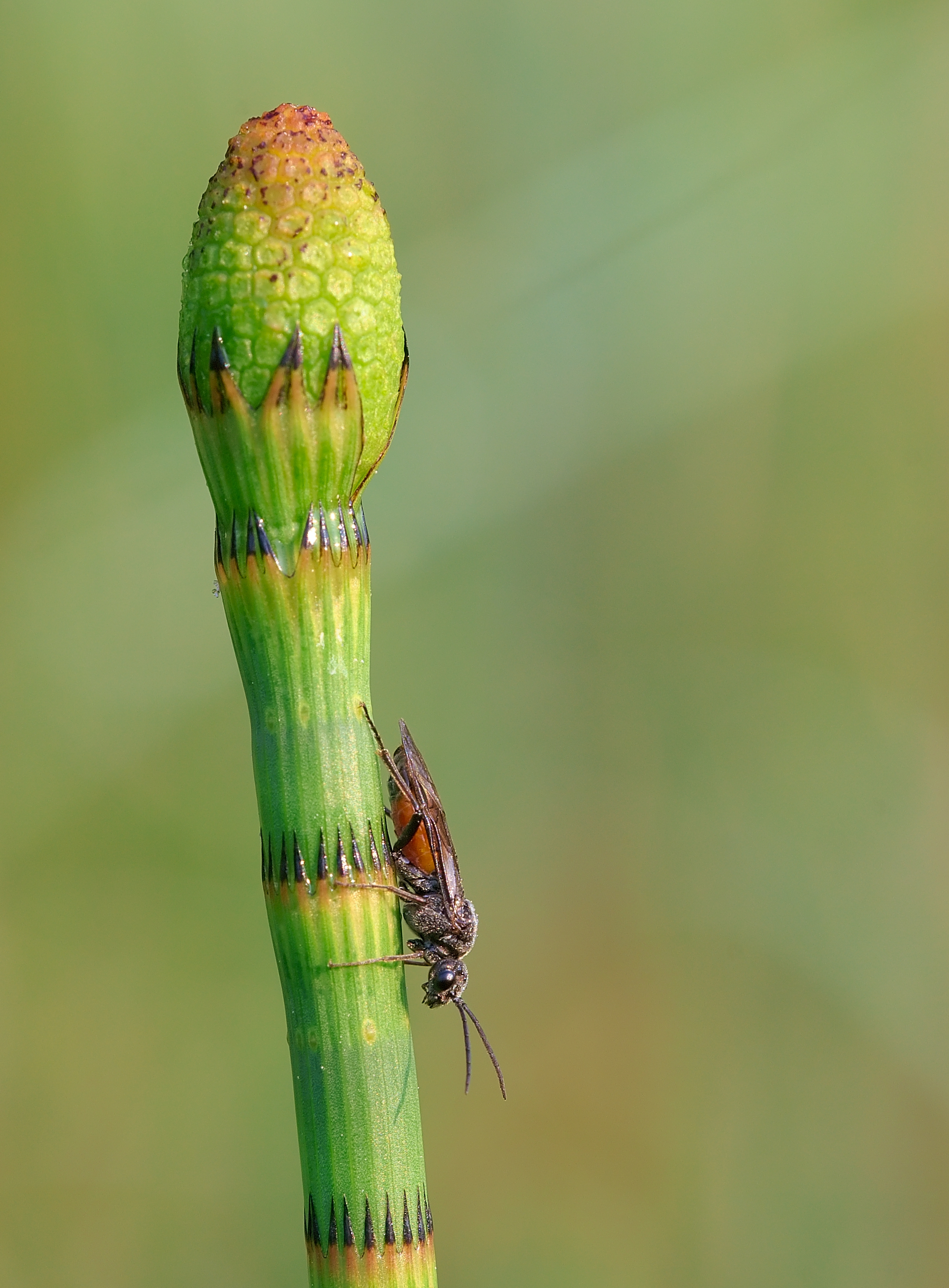